# Troisième force (Troisième République)
Pour les articles homonymes, voir Troisième Force.
La Troisième force (ou Mouvement de la troisième force) est sous la Troisième République un mouvement politique, proche de la revue Esprit, fondé en 1933 par Georges Izard, André Déléage, Louis-Émile Galey et Georges Duveau, dont le but est la recherche d'une troisième voie entre le capitalisme et le marxisme.
Le mouvement prône le planisme en matière économique, et l'antifascisme accompagné d'une certaine teinte antiparlementaire en matière politique. Emmanuel Mounier, peu porté vers le combat politique, se retire du mouvement lorsque celui-ci se rapproche du Front commun contre le fascisme de Gaston Bergery. Finalement, les deux organisations fusionnent lors des Assises nationales à Lyon les 3 et 4 novembre 1934. Le nouveau parti prend alors le nom de Parti frontiste pour se démarquer de l'alliance entre le PC et la SFIO.